# U-Bahnhof Kellinghusenstraße

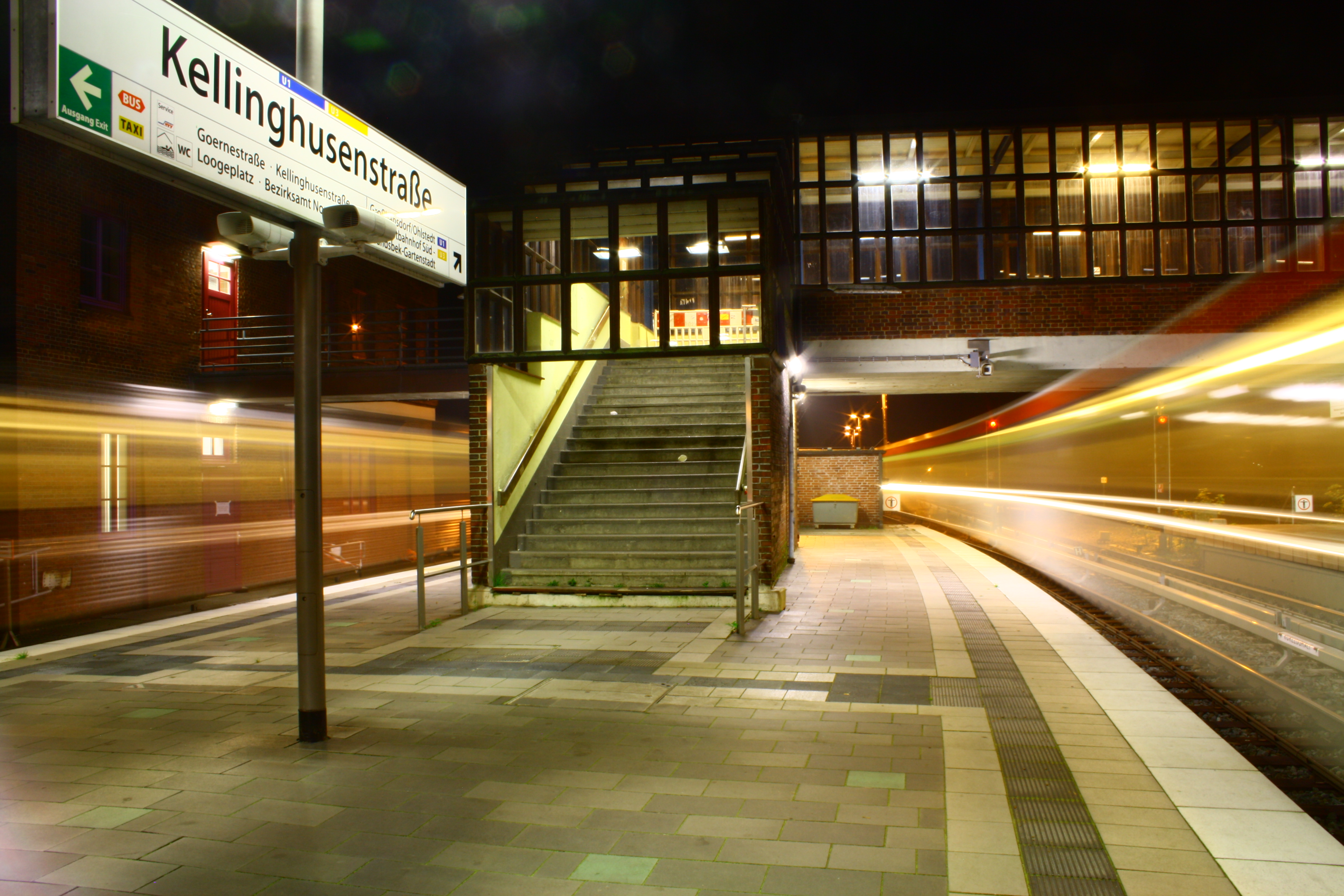
Station bei Nacht, Blick vom östlichen Bahnsteig auf die Brücke

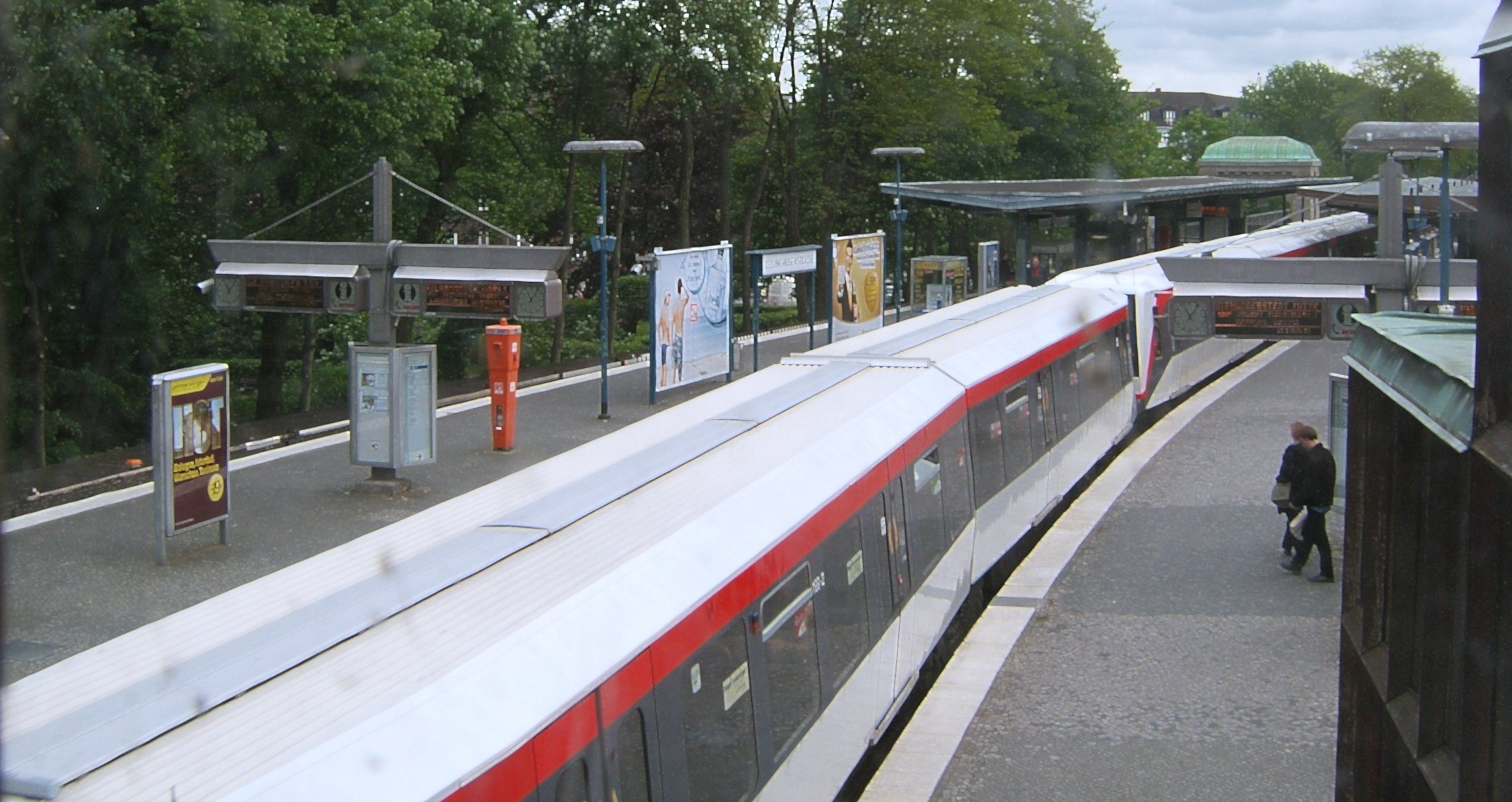
Blick von der Brücke (Aufnahme 2006)

Der U-Bahnhof Kellinghusenstraße ist ein Knotenpunkt des Hamburger U-Bahn-Netzes. Das Kürzel der Station bei der Betreiber-Gesellschaft Hamburger Hochbahn lautet „KE“. Der U-Bahnhof hat täglich 80.430 Ein- und Aussteiger (Mo–Fr, 2019).

## Struktur
Kellinghusenstraße ist Knotenpunkt der U-Bahn-Linien U1 und U3 im Stadtteil Eppendorf an der namensgebenden Kellinghusenstraße. Die Haltestelle befindet sich in Dammlage und verfügt über zwei Bahnsteige mit insgesamt vier Gleisen. Es wird ein Richtungsbetrieb durchgeführt, das heißt die Züge beider Linien halten in gleicher Richtung (stadtein- bzw. stadtauswärts) am selben Bahnsteig. Dabei werden die inneren Gleise von der U1, die äußeren von den Zügen der U3 genutzt. Im Fahrplan ist bis auf wenige Ausnahmen ein direkter Übergang vorgesehen. Südwestlich der Haltestelle liegen zwei Abstellgleise. Sie werden heute überwiegend bei Betriebsstörungen genutzt, um Züge wenden zu können.
Auf beiden Seiten der Anlage wurden Überwerfungsbauwerke errichtet, um die für den Richtungsbetrieb nötigen Kreuzungen höhenfrei ausführen zu können.
Die beiden Bahnsteige sind an beiden Enden miteinander verbunden. Am Südwestende befindet sich eine gläserne, geschlossene Brücke, die von Walther Puritz entworfen wurde. Am Nordostende kann der Bahnsteig über das Eingangsbauwerk unterhalb der Bahnsteige auf Straßenebene gewechselt werden.

## Nutzungszahlen
Werktäglich (mo–fr) verzeichnete die Linie U1 im Jahr 2018 durchschnittlich etwa 42.700 ein- oder aussteigende Fahrgäste an der Haltestelle. Die U3 nutzten ungefähr 40.500 ein- oder aussteigende Fahrgäste.

## Geschichte

U-Bahnhof im Jahr 1912

Der Bau der Haltestelle Kellinghusenstraße wurde zwischen 1909 und 1910 von Raabe & Wöhlecke im Stile des Historismus begonnen und mit Steinreliefs von Johann Michael Bossard verziert. 1912 begann der Zugbetrieb auf der damaligen Ringlinie (heute U3), 1914 wurde zusätzlich der Verkehr auf der Zweiglinie in Richtung Ohlsdorf (heute U1), aufgenommen. 1931 wurde die sogenannte „KellJung-Linie“ von Kellinghusenstraße bis zum Jungfernstieg eröffnet. Die aus Richtung Ohlsdorf kommenden Züge fahren nun auf dieser Strecke direkt in die Innenstadt weiter. Um das Umsteigen zwischen beiden Linien zu erleichtern, war bereits 1926 von Walther Puritz eine zusätzliche Brücke errichtet worden.
In den Jahren 2009 bis 2010 wurden die Bahnsteigdächer wegen Baufälligkeit abgerissen und, um 25 Meter verlängert, neu errichtet. Die Brücke zwischen den Bahnsteigen wurde 2013/2014 weitgehend neu gebaut und entspricht optisch fast dem Original. Seit Februar 2012 führen Aufzüge zu den Bahnsteigen, die Züge sind damit barrierefrei erreichbar.

## Anbindung
Am U-Bahnhof Kellinghusenstraße bestehen Umsteigemöglichkeiten zu den Metrobus-Linien 22 in Richtung Lokstedt–Stellingen–Osdorf–Blankenese und 25 in Richtung UKE–Eimsbüttel–Altona sowie Winterhude–Hammerbrook. Im Nachtverkehr an Wochentagen ersetzt die Nachtbus-Linie 617 (U Kellinghusenstraße – U/S Barmbek – Steilshoop, Borchertring – U Berne) die U3.
Neben dem Bahnhof sind eine Station von StadtRAD Hamburg sowie eine große Rad-Abstellanlage für mit dem Fahrrad kommende Fahrgäste der U-Bahn.
| Linie | Verlauf |
| ----- | --- |
| U 1   | Norderstedt Mitte – Richtweg – Garstedt – Ochsenzoll – Kiwittsmoor – Langenhorn Nord – Langenhorn Markt – Fuhlsbüttel Nord – Fuhlsbüttel – Klein Borstel – Ohlsdorf – Sengelmannstraße (City Nord) – Alsterdorf – Lattenkamp (Sporthalle) – Hudtwalckerstraße – Kellinghusenstraße – Klosterstern – Hallerstraße – Stephansplatz (Oper/CCH) – Jungfernstieg – Meßberg – Steinstraße – Hauptbahnhof Süd – Lohmühlenstraße – Lübecker Straße – Wartenau – Ritterstraße – Wandsbeker Chaussee – Wandsbek Markt – Straßburger Straße – Alter Teichweg – Wandsbek-Gartenstadt – Trabrennbahn – Farmsen – Oldenfelde – Berne – Meiendorfer Weg – Volksdorf / Streckenast Ohlstedt – Buckhorn – Hoisbüttel – Ohlstedt \ Streckenast Großhansdorf – Buchenkamp – Ahrensburg West – Ahrensburg Ost – Schmalenbeck – Kiekut – Großhansdorf |
| U 3   | Barmbek – Saarlandstraße – Borgweg (Stadtpark) – Sierichstraße – Kellinghusenstraße – Eppendorfer Baum – Hoheluftbrücke – Schlump – Sternschanze – Feldstraße (Heiligengeistfeld) – St. Pauli – Landungsbrücken – Baumwall (Elbphilharmonie) – Rödingsmarkt – Rathaus – Mönckebergstraße – Hauptbahnhof Süd – Berliner Tor – Lübecker Straße – Uhlandstraße – Mundsburg – Hamburger Straße – Dehnhaide – Barmbek – (in Planung Fuhlsbüttler Straße –) Habichtstraße – Wandsbek-Gartenstadt |